# Шогун
 Тази статия е за японския термин.  За романа „Шогун“ на Джеймс Клавел вижте Шогун (роман).  
Шогу̀н (на японски: 将軍 – shogùn) е военно звание и управленска титла в Средновековна Япония.
Условно се приравнява на генералисимус – най-високото военно звание, но в основната си част функциите на титуляра са на глава на изпълнителната власт. Представлява съкращение от „сей-и тайшогун“ (征夷大将軍 – sei-i taishogùn), което в буквален превод означава „Върховен военачалник, покорител на (северните) варвари“ – в японските политико-културни традиции през Средновековието всички народи освен самите японци и китайците .
Първоначално титлата е използвана от императорския двор в Киото като израз на висше държавно отличие, за удостояване на военачалници, проявили се във военни походи срещу предшествениците на днешните айну – коренно население с различен произход от този на самите японци, населявало Хокайдо, Курилските острови и някои области на континента. По-късно титулярите ѝ фактически поемат реалната власт в Япония. Причината за това е ролята на императора. Неговите функции са не просто религиозни (на върховен жрец), а на живо божество. Постепенно японските императори се обграждат изключително с благородници, произхождащи от самото императорско семейство и никой с по-низш произход няма право на достъп до императорския дворец. Императорът ежедневно извършва голям брой ритуали, с които поддържа жива връзката на шинто-божествата със Страната на изгряващото слънце и измолва закрилата на неговите събратя – божествата.
Номинално императорът държи абсолютната власт в страната, но реално политическите му функции са поети от най-могъщата фамилия в дворцовата аристокрация – кланът Фудживара. Традиционно императорът си взема за жена невеста от това семейство, а неин баща или чичо поема властта като регент (сесшо (摂政) или кампаку (関白) в зависимост от това дали управлява от името на императора или на вдовстваща императрица) На свой ред дворцовата аристокрация (куге – 公家), чиито представители се грижат за всички нужди на императора, все повече се отдава на висококултурни занимания, като театър, калиграфия и поезия. Почертавайки своя елитен статус и ексклузивност, тя все повече се откъсва от живота извън императорския двор. Така от една страна императорите изпадат във все по-голяма зависимост от родовете Фудживара и Таира, които са най-висшата аристокрация и издънки на императорското семейство. Те на свой ред предвид изолираността на куге, губят все по-голямо влияние извън императорския двор в провинциите. Така постепенно губернаторите шуго (守護), по начало назначавани от императорската институция като висши държавни служители в съответните провинции, първо превръщат поста в титла, предавана по наследство, а на по-късен етап открито отхвърлят каквато и да е власт върху тях от страна на регентите Фудживара. Така от длъжността шуго възниква прослойката на даймьо или висшата провинциална аристокрация.
Само един-единствен от всички даймьо (самураи-феодали) може да притежава титлата шогун, а само императорът, в качеството си на божествен син на небето, може да му даде титлата. С назначаването си шогунът получава абсолютна власт: печата и правата на императора. Шогунът управлява от името на императора. Като цяло самият пост на шогун представлява правомощията на сесшо или кампаку, но в нова форма, извън властта на родовете Фудживара или Ашикага. Тъй като императорския двор става напълно беззащитен пред провинциалните претенденти за върховната политическа власт в страната и единствено табуто срещу нападение срещу самия император като божество предотвратява такива действия. Обикновено носителят на политическата власт в Япония се сменя, като утвърдилият се политически режим претърпява период на упадък, срив, след което няколко могъщи регионални владетеля влизат в пряк конфликт за върховенство и при утвърждаването на един от тях над останалите, императорът го произвежда в шогун, като единствен способен да гарантира защитата на императорския двор и страната.

Периодът на управление (включващо както върховната военна, така и административна власт) на един политически режим се нарича шогунат. Като най-известен се е утвърдил последният такъв режим – Шогунатът Токугава (когато в периода 1600 – 1868 година шогуни на Япония са последователно 15 представители на рода). Причина за стабилността му е, че първият му представител – Токугава Иеясу, се утвърждава в това си качество след дълъг период на вътрешни размирици в страната, известен като Сенгоку джидай (戦国時代, превеждан като смутното време или буквално „Ерата на страната в състояние на война“). През последните три десетилетия протичат процеси на централизация на Япония, в ръцете на трима могъщи провинциални владетели, останали в историята като „Тримата обединители на Япония“ – Ода Нобунага, Тойотоми Хидейоши и Токугава Иеясу, като Хидейоши е верен слуга и съюзник на Нобунага, а Иеясу съответно на Хидейоши. Формата на управление, осъществявано от шогун е известна като бакуфу (幕府, произлиза от военна палатка). Йеритомо Минамото е първият шогун от шогуната Камакура. Той се превръща в главния владетел на Япония и получава титлата шогун. Впоследствие водачи на още 3 шогуната получават същата титла. Използването на титлата продължава до периода на Реставрацията Мейджи.

## Период Хейан
Първоначално титлата „сей тайшогун“ е давана на военачалници по време на ранния период Хейан (794 – 1185 г.) Най-известен от тези шогуни е Саканоуе, но Тамурамаро, който успява да завладее Айну в името на император Каму. Титлата спира да се използва в края на периода. През този период титлата шогун е военен пост под пълно подчинение на централната власт.

## Феодален период

### Шогунат Камакура
През XII век борбите между Фудживара и Таира за влияние над императорите ескалират и Фудживара губят своето политическо могъщество, но на свой ред когато Таира виждат своя възход, те са предизвикани от друг висш аристократичен род – Минамото. открита гражданска война (源平合戦, Конфликтът Генпей, известен и като 治承寿永の乱, Войната Джишо – Джуей), която завършва с поражение на рода Тайра през 1185 г. от ръцете на Минамото но Йоритомо – предводителят на клана. Минамото но Йоритомо е трети син на Йошитомо. Ражда се в момент, когато бащата е престолонаследник на водаческото място на своя клан. Така като четвърти в линията на наследяване той няма особено големи възгледи да оглави Минамото, оженва се за невеста от клана Фудживара и се насочва към военна кариера, за разлика от братята си, подготвени във висшата дворцова политика. Но и двамата загиват в период на междуособици. Така по време на избухването на Конфликта Генпей той се оказва начело на своя клан. Военната му подготовка допринася за победата му във войната. След успеха си той получава върховната политическа власт от императора, а военните му порядки го подтикват да поеме управлението на страната не като регент (сесшо), а фактически да влее тези функции в поста на шогун. Той установява феодална система на управление бакуфу, със седалище в Камакура (столицата, където е разположен императорският двор, остава Киото). Така фактически Минамото но Йоритомо е първият шогун в смисъла, утвърдил се до днес. Самураите поемат политическата власт, докато императорът на Япония и аристокрацията в Киото остават само привидно владетели. През 1192 г. Йоритомо е възнаграден с титлата „сей тайшогун“ от императора. Политическата система, която изработва, става известна като шогунат. Шогунатът на Камакура властва в продължение на 150 години – от 1192 до 1333 г.

### Реставрация Кемму
Краят на Шогуната Камакура идва, когато Камакура пада през 1333 г. и регентството на Hōjō е унищожено. Императорските семейства Go-Saga старши и Go-Daigo младши имат претенции към трона. Проблемът е решен със застъпничеството на Камакура Шогуната. Това продължаава до 1331 г., когато семейството на Go-Daigo отказва да се редува със семейството на Go-Saga. В резултат Go-Daigo е заточен. Около 1334 – 1336 г. Ашикага Такауджи помага на семейството Go-Daigo да си върне трона.
Борбата срещу Шогуната оставя новия император с твърде много хора, които претендират за наличието на ограничени доставки в земите им. Ашикага Такауджи се обръща срещу императора, когато нараства недоволството за разпределение на земята. През 1336 г. императорът е заточен отново, в полза на новия император.
По време на реставрацията на Кемму, след падението на Камакура Шогуната през на 1333 г., се появявадруг краткотраен шогунат. Принц Морийоши (също известен като принц Моринага), син на император Go-Daigo, е удостоен с титлата Sei-Taishōgun. Въпреки това принц Морийоши е поставен под домашен арест, а през 1335 г. е убит от Ашикага Тадайоши.

### Шогунати Муромачи и Едо
Ашикага Такауджи, произхождащ от принцовете Минамото, е награден с титлата „сей тайшогун“ и създава бакуфу. Шогунатът Ашикага продължава от 1338 г. до 1573 г. След това през 1600 г. Токугава Иеясу взема властта и се устaновява в Едо (днешното Токио). През 1603 г. получава титлата шогун. Шогунатът Токугава продължава до 1868 г.

### Реставрация Мейджи
Титлата sei-i taishōgun е премахната по време на реставрацията Мейджи през 1868 г., когато върховната власт е напълно върната на императора.

## Изследвания
- Мендрин, В. М. История сегуната в Японии (Нихон гайси). Т 1 – 2. М., Летний Сад, 1999, 480 +380 с. (Восточная коллекция)